# Medical International Research
Medical International Research S.r.l., скорочено MIR — італійська компанія, що займається виготовленням медичного обладнання. Заснована у 1993 році; штаб-квартира знаходиться у Римі. Спеціалізується на розробці і виробництві портативного медичного обладнання для дослідження функцій зовнішнього дихання: спірометри, пульсоксиметри та системи телемедицини.

## Опис
MIR є одним із лідерів світового ринку серед виробників діагностичних пульмонологічних систем. Продукція компанії представлена у більше ніж 70 країнах, а частка експорту перевищує 75% від загального обсягу продажів. MIR співпрацює у рамках міжнародних проектів з іншими дослідниками, лікарями і спеціалістами в Європі, США, Канаді, Австралії та Індії. У 2009 році MIR заснувала свою дочірню компанію MIR USA Inc. у Вісконсині.
В процесі своєї діяльності у виробництві спірометрів компанія поглибила свої знання про турбінний датчик потоку, ставши світовим лідером в такому вузькоспеціалізованому ноу-хау, як одноразова турбіна.

## Продукція
- Стаціонарні спірометри
  - Spirolab III® і Spirolab III® (з опцією SpO2).
- Портативні спірометри
  - Spirodoc® (із можливістю проведення пульсоксиметрії).
  - Spirotel®
  - Spirobank II® (на 10 показників)
  - Spirobank G® (на 32 показники для скринінгових досліджень) і Spirobank G® USB.
- Спірометри на базі ПК
  - Minispir®New
  - Ninispir®Light

- Пульсоксиметри

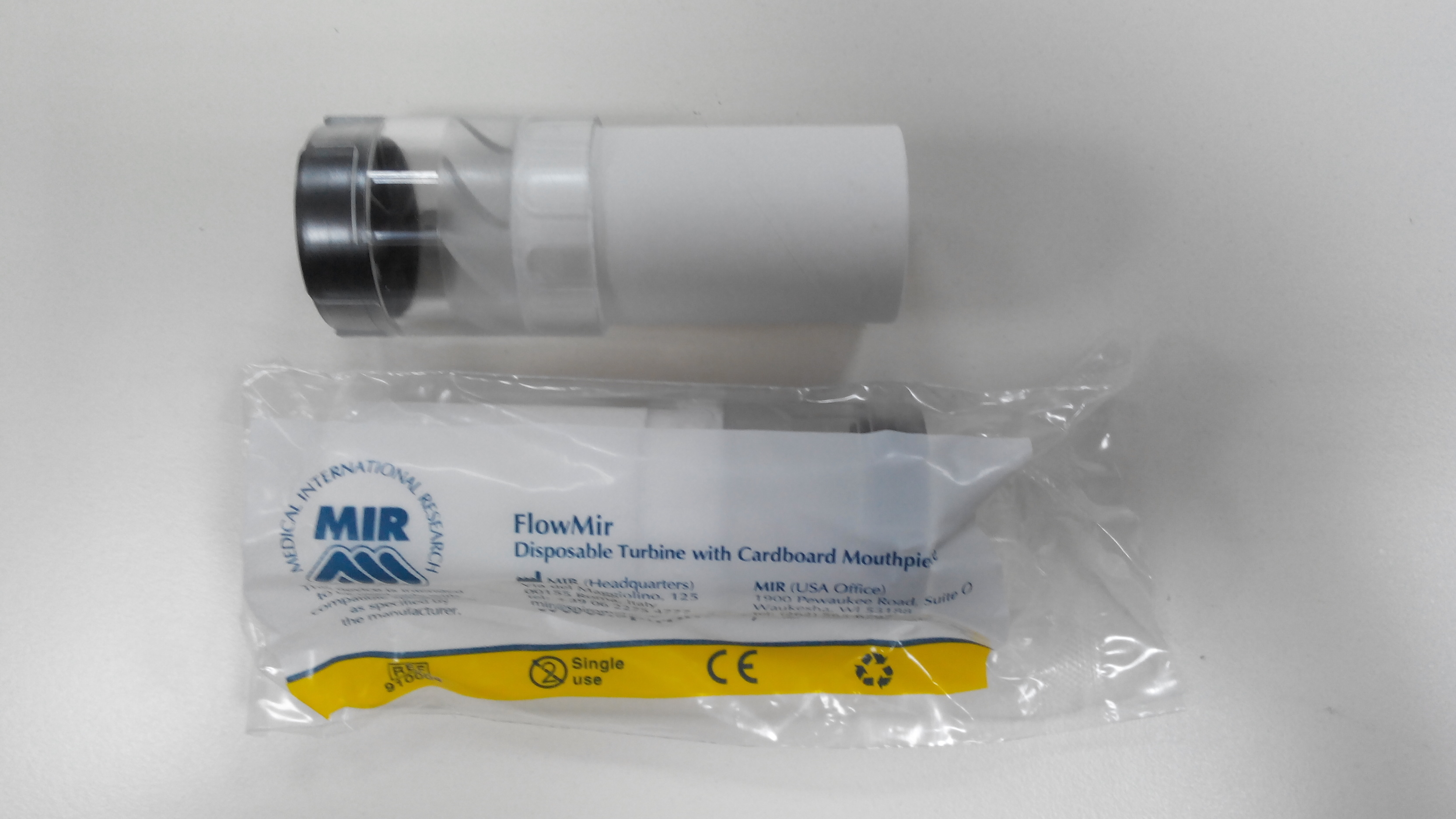
Одноразова турбіна FlowMir

  - Spirodoc®Oxi (із пульсоксиметрією та акселерометрією).
- Одноразові турбіни
  - FlowMir®. Одноразова турбіна із інтегрованим картонним мундштуком; відповідає останнім стандартам ATS/ERS.
- Багаторазові турбіни
- Програмне забезпечення
  - WinspiroPRO®.
- Аксесуари, витратні матеріали і запчастини.